# 北杜尔加普尔
北杜尔加普尔（Uttar Durgapur），是印度西孟加拉邦South Twentyfour Parganas县的一个城镇。总人口5062（2001年）。

## 人口
该地2001年总人口5062人，其中男性2649人，女性2413人；0—6岁人口575人，其中男291人，女284人；识字率67.25%，其中男性为74.25%，女性为59.55%。